# Comuna Căscioarele, Călărași
Căscioarele este o comună în județul Călărași, Muntenia, România, formată numai din satul de reședință cu același nume.

## Așezare
Comuna se află în extremitatea sud-vestică a județului, la limita cu județul Giurgiu și cu regiunea Silistra din Bulgaria, pe malul stâng al Dunării și pe malul râului Zboiul, în zona unde acesta formează lacul Cătălui. Este traversată de șoseaua națională DN41, care leagă Oltenița de Giurgiu.

## Demografie
Componența etnică a comunei Căscioarele
     Români (90,23%)
     Romi (6,66%)
     Alte etnii (3,1%)
Componența confesională a comunei Căscioarele
     Ortodocși (96,51%)
     Alte religii (0,26%)
     Necunoscută (3,23%)
Conform recensământului efectuat în 2021, populația comunei Căscioarele se ridică la 1.546 de locuitori, în scădere față de recensământul anterior din 2011, când fuseseră înregistrați 1.912 locuitori. Majoritatea locuitorilor sunt români (90,23%), cu o minoritate de romi (6,66%). Din punct de vedere confesional, majoritatea locuitorilor sunt ortodocși (96,51%), iar pentru 3,23% nu se cunoaște apartenența confesională.

## Politică și administrație
Comuna Căscioarele este administrată de un primar și un consiliu local compus din 11 consilieri. Primarul, Florin Bordei[*], de la Partidul Social Democrat, este în funcție din 1 noiembrie 2024. Începând cu alegerile locale din 2024, consiliul local are următoarea componență pe partide politice:
|  | Partid                    | Consilieri | Componența Consiliului | Componența Consiliului | Componența Consiliului | Componența Consiliului | Componența Consiliului | Componența Consiliului |
|  | ------------------------- | ---------- | ---------------------- | ---------------------- | ---------------------- | ---------------------- | ---------------------- | ---------------------- |
|  | Partidul Social Democrat  | 6          |                        |                        |                        |                        |                        |                        |
|  | Partidul Național Liberal | 5          |                        |                        |                        |                        |                        |                        |

## Istorie
La sfârșitul secolului al XIX-lea, comuna făcea parte din plasa Oltenița a județului Ilfov și avea în compunere doar satul de reședință, cu 1209 locuitori care trăiau în 240 de case și 7 bordeie. În comună funcționau o biserică și o școală mixtă cu 27 de elevi (dintre care 3 fete). Anuarul Socec din 1925 o consemnează în aceeași plasă, având, în satele Căscioarele și Talaba, 1623 de locuitori.
În 1950, comuna a trecut în administrarea raionului Oltenița din regiunea București, după care în 1968 a revenit la județul Ilfov, reînființat, tot atunci satul Talaba fiind desființat și inclus în satul Căscioarele. În 1981, o reorganizare administrativă regională a dus la transferarea comunei la județul Călărași.

## Monumente istorice
Șase obiective din comuna Căscioarele sunt incluse în lista monumentelor istorice din județul Călărași ca monumente de interes local. Trei dintre ele sunt situri arheologice: cel de la „Șuvița Hotarului”, aflat la 3 km est de sat, pe terasa înaltă și mijlocie a Dunării, cuprinde urmele unor așezări din secolele al II-lea–I î.e.n., al VI-lea–al VII-lea e.n. și al IX-lea al X-lea; situl de pe „Ostrovel” (în mijlocul lacului Cătălui) cuprinde o așezare din perioada La Tène (secolele al IV-lea–al III-lea î.e.n.); situl din punctul „D-aia parte”, aflat la 500 m nord de fosta mănăstire Cătălui, pe malul estic al lacului, cuprinde o așezare fortificată din secolele al IV-lea–al III-lea î.e.n.
Celelalte trei monumente sunt clasificate ca monumente de arhitectură: ruinele fostei mănăstiri Cătălui de pe malul estic al lacului (vis-à-vis de satul Căscioarele) datează din secolul al XVI-lea; conacul Dumitru Alimăneșteanu datează de la începutul secolului al XX-lea; și biserica „Sfântul Nicolae” este construită în anii 1938–1956.